# Violences inter-ethniques à Chypre
Violences inter-ethniques à Chypre
Des violences inter-ethniques ont opposé Chypriotes grecs et Chypriotes turcs entre 1955, année où débute la guerre d'indépendance menée par les Chypriotes grecs contre le gouvernement britannique, et 1974, moment où l'île de Chypre est finalement coupée en deux. Au total, ces violences se soldent par la mort d'environ 650 personnes (turques pour les deux tiers), à l'expulsion des Chypriotes grecs de la république turque de Chypre du Nord et à la division de l'île en deux entités opposées.

## De l'indépendance aux violences intercommunautaires
Les accords de Zurich et de Londres de 1959 mettent fin à la lutte anti-coloniale et le traité de garantie garantit l’abandon de toute prétention territoriale britannique future. Le Royaume-Uni, la Turquie et la Grèce deviennent garants de l'équilibre constitutionnel de la république de Chypre. Le traité accorde, en particulier, un droit d'intervention militaire, sous certaines conditions, pour rétablir l'ordre constitutionnel si celui-ci venait à être modifié. Chypre devient une république indépendante en 1960 et adopte sa propre constitution. Elle intègre par ailleurs l'ONU et le Commonwealth.
La constitution garantit à la minorité chypriote turque un poids politique important (30 % des postes dans la fonction publique et 40 % dans la police) au regard de son poids démographique (18 % de la population) et un droit de véto sur les décisions du parlement dans un système communautaire que certains jugent analogue à celui du Liban. Selon les Chypriotes grecs, ces quotas se révélèrent si disproportionnés que, durant la période 1960-1962, le nouvel État chypriote eut des difficultés à les remplir, par manque de candidats turcophones.
Le 24 mai 1961, Chypre devient membre du Conseil de l'Europe. En 1963, le président Makarios III propose des amendements à la Constitution de 1960. Cette proposition, connue sous le nom des « 13 amendements de Makarios », visait à répondre à la situation de blocage institutionnel persistant depuis plusieurs mois. En effet, les représentants chypriotes grecs et turcs usant alternativement, et de manière systématique, de leur droit de véto, sur les propositions issues de l'autre communauté, le blocage était inévitable. Les questions fiscale et de partage de l'administration des villes furent, en 1963, à l'origine de la paralysie complète des institutions sur ces sujets. Aussi, les propositions de Makarios avaient-elles pour but de dénoncer le droit de véto chypriote turc, et plus généralement la pondération excessive des pouvoirs institutionnels. Ce coup de force du président chypriote contribua à exacerber les tensions entre les deux communautés.

## Guerre civile
Le Taksim est renforcé par les mouvements de population : la séparation géographique se durcit en décembre 1963 durant la « semaine noire » qui fait 134 morts dont 108 Chypriotes turcs et 20 000 nouveaux déplacés,.
En 1964, Chypre sombre dans une guerre civile, des opérations d'épuration ethnique sont commises par la partie grecque, provoquant des représailles du côté turc. Durant la bataille de Tylliria, l'armée de l'air turque bombarde plusieurs zones de l'île en représailles à l'assaut de la Garde nationale chypriote, nouvellement formée, contre l'exclave à majorité chypriote turque de Kókkina. L'armée grecque est également présente sur l'île depuis 1959, elle stationne une garnison appelée « ELDYK » et fournit en armes, soldats et tacticiens l'EOKA,. Makarios III, qui mène à cette époque une double politique de rapprochement avec la Grèce et de renforcement de l'État chypriote, reçoit le soutien des non-alignés et des Soviétiques. Le gouvernement turc menace de débarquer sur l'île si les violences ne cessent pas, ce qui conduit Athènes à rappeler le général Grivas, chef de l'EOKA, envoyé dix ans plus tôt afin de former et diriger les miliciens chypriotes grecs.
Les États-Unis, à travers l'ancien chef du département d'État, Dean Acheson, tentent une médiation secrète entre la Grèce et la Turquie (par ailleurs alliées au sein de l'OTAN) sur la question chypriote afin d'éviter une guerre entre ces deux pays susceptible de déstabiliser le flanc sud-est de l'OTAN. Ces tentatives se soldent par un échec faisant de Chypre le terrain d'affrontements incessants entre les milices chypriotes grecque et turque, ce qui conduit l'ONU à envoyer un important contingent de casques bleus (UNFICYP) sur l'île en mars 1964, à l’issue de l’adoption de la résolution 186.